# Kozubová
Kozubová är ett berg i Tjeckien.   Det ligger i regionen Mähren-Schlesien, i den östra delen av landet, 300 km öster om huvudstaden Prag. Toppen på Kozubová är 982 meter över havet.
Terrängen runt Kozubová är huvudsakligen kuperad.Runt Kozubová är det tätbefolkat, med 369 invånare per kvadratkilometer. Närmaste större samhälle är Třinec, 12,3 km norr om Kozubová. Omgivningarna runt Kozubová är en mosaik av jordbruksmark och naturlig växtlighet.